# Philebos (Platon)

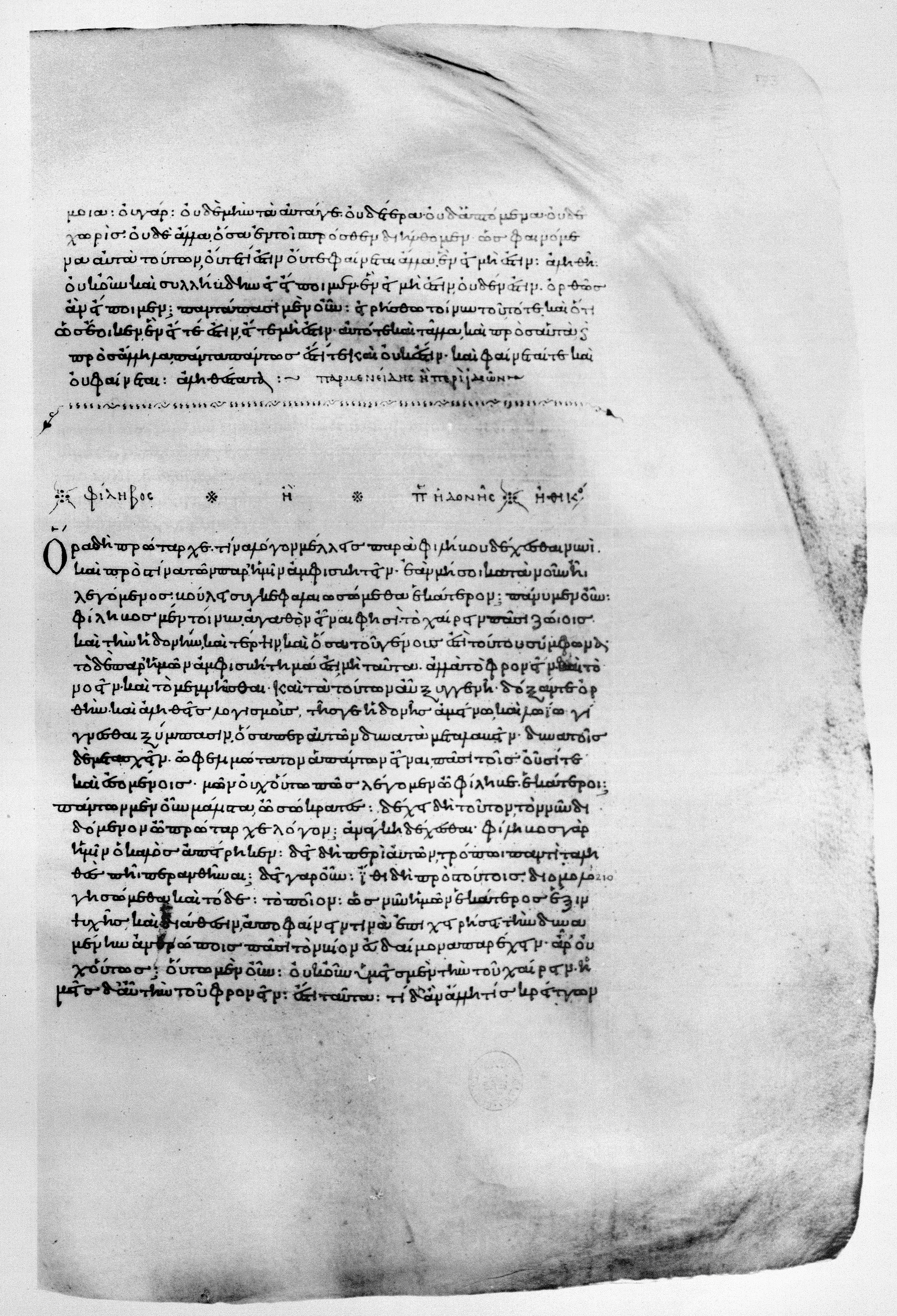

Philebos sau Fileb (în greacă veche Φίληβος) este un dialog scris de Platon.